# Gabrovnitsa (vattendrag i Bulgarien, Stara Zagora)
Gabrovnitsa (bulgariska: Габровница) är ett vattendrag i Bulgarien.   Det ligger i regionen Stara Zagora, i den centrala delen av landet, 160 km öster om huvudstaden Sofia.
I omgivningarna runt Gabrovnitsa växer i huvudsak blandskog. Runt Gabrovnitsa är det ganska tätbefolkat, med 58 invånare per kvadratkilometer.